# Fichtsee im Sindelsbachfilz

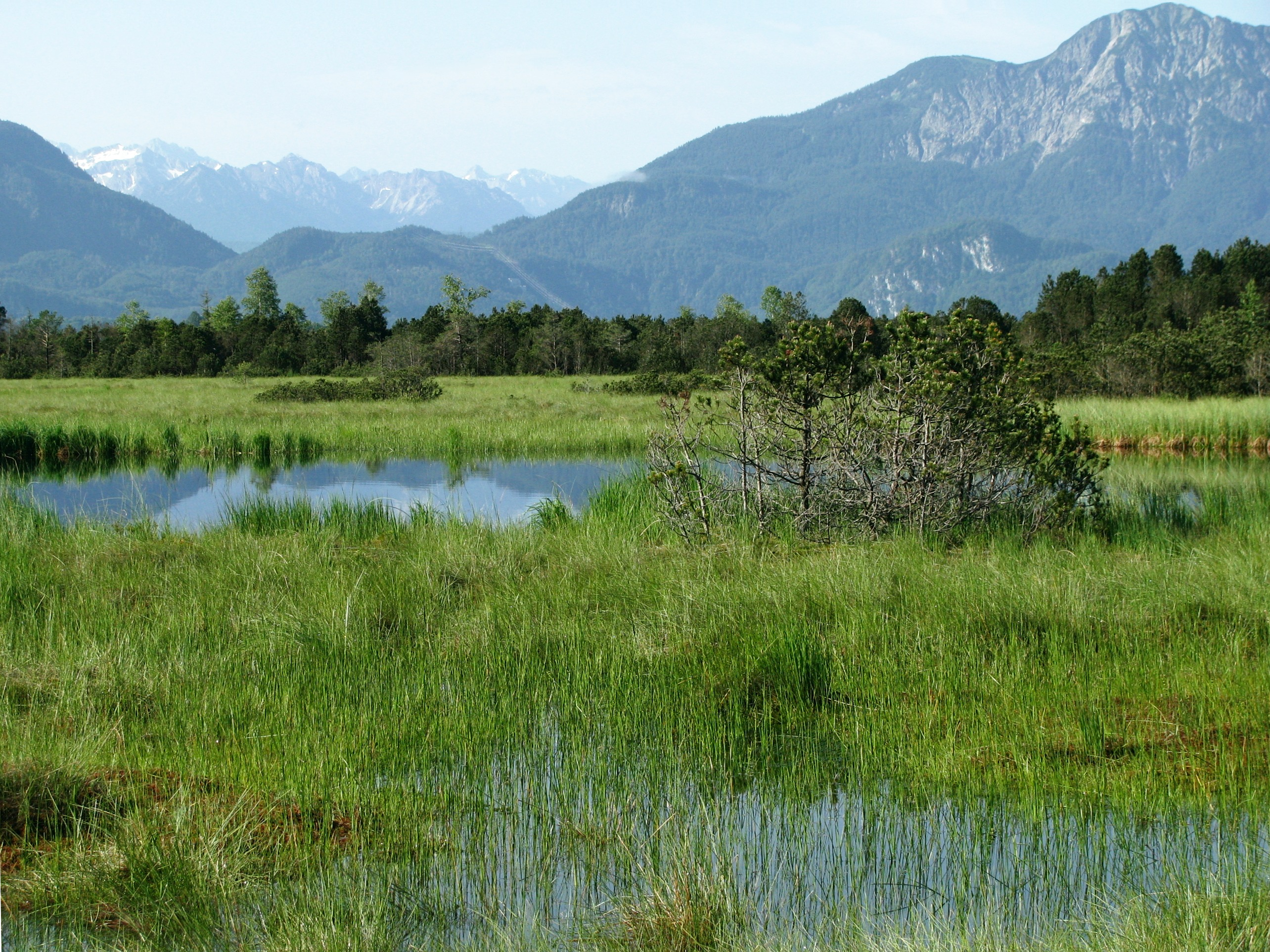
Naturschutzgebiet Fichtsee im Sindelsbachfilz (2012)

Das Naturschutzgebiet Fichtsee im Sindelsbachfilz liegt im Landkreis Weilheim-Schongau in Oberbayern auf dem Gebiet der Gemeinde Sindelsdorf.
Das 129,74 ha große Gebiet mit der Nr. NSG-00026.01, das im Jahr 1940 unter Naturschutz gestellt wurde, erstreckt sich südöstlich des Kernortes Sindelsdorf. Am nördlichen Rand fließt der Sindelsbach und unweit östlich die Loisach. Westlich verläuft die A 95 und nördlich die B 472. Östlich liegt der Flugplatz Benediktbeuern.